# Shawnae Jebbia
Shawnae Jebbia (Mansfield, 13 settembre 1971) è una modella statunitense incoronata Miss USA 1998.

## Biografia
Shawnee Jebbia vince il titolo di Miss Massachusetts nel 1997 ed ha quindi la possibilità di rappresentare il Massachusetts a Miss USA 1998. Shawnee Jebbia sarà incoronata prima Miss USA proveniente dal Massachusetts. In seguito la Jebbia ha partecipato a Miss Universo 1998 dove si è classificata fra le prime cinque posizioni. Dopo aver subito danni all'udito causati dalla sindrome di Menière, Shawnee Jebbia ha dovuto abbandonare il mondo dello spettacolo.